# Comté de Mathews
Le comté de Mathews est un comté à dominante rurale de Virginie, aux États-Unis. Le siège du comté est Mathews. Sa population est de 8 978 habitants au dernier recensement de 2010. Sa superficie est de 653 km2, dont 223 seulement en terre ferme.
Le comté occupe en totalité l'une des péninsules fortement échancrée par de multiples fjords (Middle Peninsula) à l'entrée de la Baie de Chesapeake.

## Géolocalisation
|                     | Comté de Middlesex  |                    |
| Comté de Gloucester | Comté de Mathews    | Baie de Chesapeake |
| Comté de Gloucester | Comté de Gloucester |                    |